# Rhynchocypris poljakowii
Rhynchocypris poljakowii är en fiskart som först beskrevs av Kessler, 1879.  Rhynchocypris poljakowii ingår i släktet Rhynchocypris och familjen karpfiskar. Inga underarter finns listade i Catalogue of Life.